# 蔡義德
蔡義德 （1965年10月1日—），台灣雲林縣四湖鄉人，台語流行音樂男歌手及司法人員檢定合格，自幼與從事養鴨的父親在雲林地區擴展農業版圖，故素有「台灣番鴨王」之稱。其堂妹蔡秋鳳和女兒蔡多多亦為台語歌手。

## 生平

### 早年生活
蔡義德自襁褓時期，因雙親疏忽未在周歲時施打疫苗，因而罹患小兒麻痺導致下半身癱瘓，只能靠輪椅行動，左手亦呈現萎縮情形，父親始終不放棄的帶著年幼的蔡義德四處求醫，直至十歲才進入小學就讀，而蔡義德在同學的異樣眼光下力撐過來，逐漸學會了如何在逆境中力爭上游的技巧。經過三年自修，蔡義德報考司法人員。22歲僅有國中學歷的他通過考試。結業之後在法律界任職約兩年。

### 出道
1989年，他選擇加盟海麗唱片，出道成為歌手，並於26歲那年發行個人首張專輯《我袂走但是我要打拼》，並克服肢體障礙，努力專研各類可輕易上手的樂器，如口風琴、薩克斯風等等。至今已發行逾十張專輯，並結識生命中的另一半。

### 引退
1998年，蔡義德欲繼承父親生平所從事之養鴨工作，而選擇淡出台語歌壇，憑著自己的努力經營，順利成為全台最大的番鴨供應商，合作店家亦由原先的百家暴增至六百家，亦順利成為廣欣食品公司董事長。

### 復出
2011年9月，蔡义德加盟豪记唱片并发行在豪记的首张专辑《心头肉》。2013年，蔡義德成立了屬於自己的臉書粉絲團，供網友們了解有關自己的資訊及獲得支持。2018年，為三立電視台獻唱〈換我乎你靠〉及〈看袂破〉兩隻單曲。

## 音樂作品

### 音樂專輯
| 年份月份  | 專輯名稱       | 唱片公司 | 曲目 |
| --------- | -------------- | -------- | --- |
| 2008年1月 | 《生命的情歌》 | 大旗唱片 | 曲目 1. 生命的情歌 2. 出外的浪子 3. 我要唱歌 4. 天大地大 5. 你講好不好 6. 牽手 7. 手指 8. 已經過去 9. 新黃昏的故鄉 10. 我抹走但是我要打拼 11. 薑母鴨                                |
| 2011年9月 | 《心頭肉》     | 豪記唱片 | 曲目 1. 心頭肉 2. 粘朝朝 3. 是我的 4. OK啦（張秀卿合唱） 5. 痴情誤一生 6. 蔡董ㄟ 7. 走去覓 8. 雙囍差一字 9. 戀春風 10. 今生最愛妳                                                   |
| 2012年6月 | 《一粒汗》     | 豪記唱片 | 曲目 1. 認真一定紅 2. 一粒汗 3. 世間米 4. 心肝子（張政雄合唱） 5. 少年的 6. 吃米粉吪燒（黃芭樂合唱） 7. 麻吉ㄟ 8. 買醉的藉口 9. 車鼓陣 10. 越頭看人生                               |
| 2013年4月 | 《再起東山》   | 豪記唱片 | 曲目 1. 再起東山 2. 志氣 3. 恩情似海 4. 天公仔子 5. 塵世鏡 6. 厝的人 7. 七天 8. 戀戀沙崙站 9. 情人眼裡出西施 10. 放伴洗身軀（黃芭樂+周一合唱）                                      |
| 2014年8月 | 《一句話》     | 豪記唱片 | 曲目 1. 風雨人生 2. 一句話 3. 不願認輸 4. 閃酒大丈夫 5. 唱給女兒的歌 6. 我的方向 7. 錯亂（龍千玉合唱） 8. 情綿綿（張蓉蓉合唱） 9. 伴相思（楊靜合唱） 10. 對妳的思念                 |
| 2017年8月 | 《咱是一家人》 | 華特唱片 | 曲目 1. 衝衝衝 2. 咱是一家人（澎恰恰合唱） 3. 沒你那有我 4. 將妳惜命命（戴梅君合唱） 5. 無理由 6. 人生一盤棋 7. 博感情 8. 我無疼你要疼啥人 9. 異鄉寂寞瞑 10. 我的夢我的路           |
| 2018年9月 | 《換我乎你靠》 | 華特唱片 | 曲目 1. 換我乎你靠 2. 看不破 3. 嘜擱假（蔡伃涵合唱） 4. 四兩撥千金 5. 水姑娘 6. 大家好 7. 傍你的福 8. 感恩感謝 9. 候時機 10. 友情歌                                                 |
| 2019年9月 | 《勇敢向前行》 | 華特唱片 | 曲目 1. 勇敢向前行 2. 你是我的力量 3. 你有我 4. 鼓勵 5. 男子漢小丈夫 6. 陪你到老 7. 倒頭栽 8. 弄青春 9. 浪漫情歌（方千玉合唱） 10. 思念無緣的人                                     |
| 2020年9月 | 《一年一年老》 | 華特唱片 | 曲目 1. 一年一年老 2. 美麗情緣（李亮瑾合唱） 3. 小姐咱要誠懇逗陣（沈玉琳合唱） 4. 早就知（方千玉合唱） 5. 跟我到老 6. 愛你在心內 7. 夜半思慕 8. 情飛入夢 9. 克服 10. 愛你若生命     |
| 2021年7月 | 《過五關》     | 華特唱片 | 曲目 1. 過五關 2. 寸步難行（方千玉合唱） 3. 不甘離開你 4. 前世阿娜達（蔡伃涵合唱） 5. 要贏著愛拚（施仁傑合唱） 6. 朋友麥相害 7. 男人膽 8. 想你心疼痛 9. 故鄉思情 10. 想你的歌唱袂煞 |
| 2022年7月 | 《日頭花》     | 華特唱片 | 曲目 1. 男人的一生 2. 日頭花（賴慧如合唱） 3. 夢中只有你 4. 愛著同齊飛（方千玉合唱） 5. 心痛的祝福 6. 天光 7. 失去伊 8. 春花秋月 9. 雲中煙 10. 期待春再來                           |
| 2023年7月 | 《你是阮的天》 | 華特唱片 | 曲目 1. 你是阮的天 2. 打拚的人 3. 耳孔輕（方千玉合唱） 4. 你已經離開 5. 先苦而後甜（方千玉合唱） 6. 無你的暗暝 7. 人生笑笑看 8. 愛情的名單 9. 不願放棄 10. 孤單想你                 |
| 2024年7月 | 《歹鐵仔》     | 華特唱片 | 曲目 1. 歹鐵仔 2. 有緣拄著你（蔡多多合唱） 3. 為愛乾杯 4. 保重（方千玉合唱） 5. 有你真幸福 6. 思念袂停 7. 心不願離 8. 愛情無緣份 9. 想你心頭酸 10. 我是真心塊愛你                   |
| 2025年7月 | 《命運》       | 華特唱片 | 曲目 1. 命運 2. 愛的良藥（陳怡婷合唱） 3. 心愛的媽媽 4. 金枝玉葉（方千玉合唱） 5. 當作我的命 6. 心刻你的名 7. 黃昏的夜港邊 8. 想你想你我想你 9. 望月來想你 10. 心所愛的歌           |

## 類似條目
- 乙武洋匡
- 阿吉仔

## 相關新聞
- 蔡秋鳳提攜蔡義德 緣來是堂姊弟.自由時報.2012-09-11 （页面存档备份，存于）
- 澎恰恰蛋洗肢障歌手萌退意　蔡義德：他請辭我退出歌壇.ETtoday新聞雲.2013-06-14（页面存档备份，存于）
- 蔡義德情斷小20歲舞者 懶得吃飯.自由時報.2017-09-28 （页面存档备份，存于）
- 【人生轉角】日賣7千隻　番鴨天王唱贏江蕙 （页面存档备份，存于）.蘋果日報.2019-06-16
- 【蘋中人】番鴨天王的生命之歌 蔡義德.蘋果日報.2019-06-17

## 外部連結
- 蔡義德"讚"在一起fans團的Facebook專頁